# Associació Escocesa de Futbol
El futbol escocès és dirigit per l'Associació Escocesa de Futbol, oficialment Scottish Football Association (SFA).
És la segona Federació més antiga del planeta, fundada el 1873. És membre de la FIFA i la UEFA i té un seient fix a la International Football Association Board. Té la seu a Glasgow. És l'encarregada de dirigir la selecció escocesa de futbol i d'organitzar la copa escocesa de futbol.